# Masashi Hamauzu

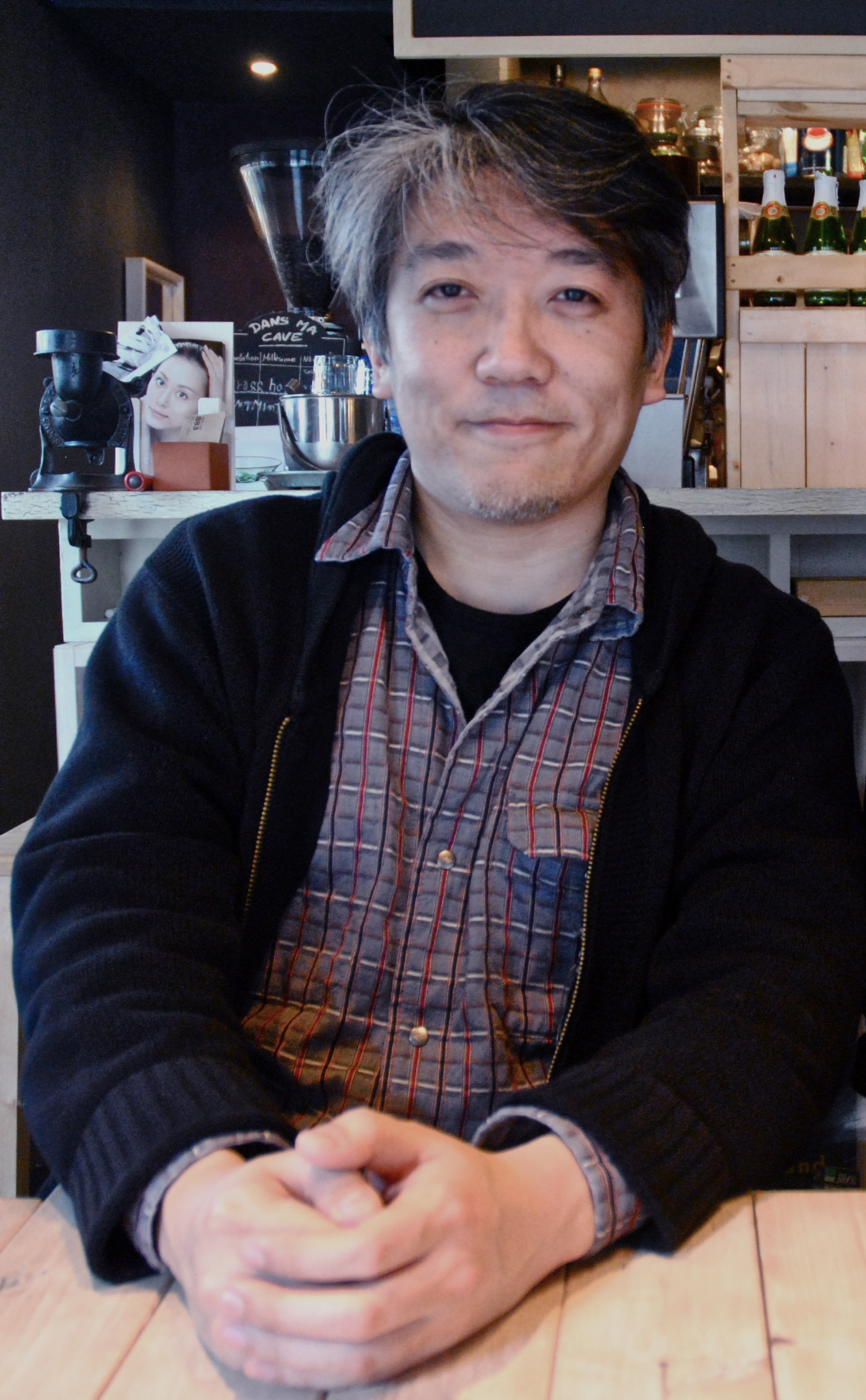
Masashi Hamauzu (2012)

Masashi Hamauzu (jap. 浜渦 正志 Hamauzu Masashi; * 20. September 1971 in München) ist ein Komponist für Videospielsoundtracks, der fast ein Jahrzehnt für Square Enix gearbeitet hat.

## Leben
Seine Mutter war Klavierlehrerin und sein Vater, Akimori Hamauzu, Opernsänger. Hamauzu kam in München zur Welt und wuchs in Deutschland auf. Nach der Geburt seines Bruders Hiroshi zog die Familie dann nach Osaka.
Er komponierte anfangs Lieder für Front Mission: Gun Hazard (1996) und Tobal No. 1 (1996), spätere Arbeiten waren die Soundtracks von Final Fantasy X 2001 (zusammen mit Nobuo Uematsu und Jun'ya Nakano), Final Fantasy X-2 2002 (zusammen mit Jun'ya Nakano) und Musashi: Samurai Legend (2005) (mit Jun'ya Nakano und Takayuki Iwai & Yuki Iwai von Wavelink Zeal).
Sein Solowerk beinhaltet Chocobo's Mysterious Dungeon (1997), SaGa Frontier 2 (1999), Unlimited SaGa (2002), and Dirge of Cerberus -Final Fantasy VII- (2006). In einer überraschenden Ankündigung auf der Spielemesse E3 wurde bekanntgegeben, dass Hamauzu zur Final-Fantasy-Reihe zurückkehren würde, um an den Arbeiten zu Final Fantasy XIII teilzunehmen.
Hamauzus Werke erinnern oft an Stücke von Chopin, Ravel und Debussy, da sie Elemente der Klassik, sowie Ambient enthalten. Er komponiert Stücke in vielen unterschiedlichen Musikrichtungen, was man vor allem in seinem Soundtrack zu UNLIMITED SaGa erkennen kann, in dem verschiedene musikalische Formen wie Marschmusik, Tango, Ambient, instrumentelle Soli sowie Jazzelemente enthalten sind.

## Werke
- Front Mission: Gun Hazard (1996): Komposition
- Tobal No. 1 (1996): Komposition
- Final Fantasy VII (1997): Refrain
- Chocobo no Fushigina Dungeon (1997): Komposition
- SaGa Frontier 2 (1999): Komposition
- Final Fantasy X (2001): Komposition, Bearbeitung
- Final Fantasy X-2 (2002): Komposition mit Jun'ya Nakano
- Unlimited SaGa (2002): Komposition
- Musashi: Samurai Legend (2005): Komposition
- Dirge of Cerberus – Final Fantasy VII (2006): Komposition
- Sigma Harmonics (2008): Komposition
- Final Fantasy XIII (2010): Komposition
- Final Fantasy XIII-2 (2011): Komposition mit Naoshi Mizuta und Mitsuto Suzuki
- Lightning Returns: Final Fantasy XIII (2013): Komposition mit Naoshi Mizuta und Mitsuto Suzuki
- Final Fantasy X/X-2 HD Remaster (2013): Arrangement, Bearbeitung
- The Legend of Legacy (2015): Komposition, Arrangement
- The Alliance Alive HD Remastered (2019): Komposition, Arrangement
- Four pieces for violin and piano around Sakura (2019); Komposition
- Final Fantasy VII Remake (2020): Komposition, Arrangement mit Mitsuto Suzuki und Nobuo Uematsu

## Diskographie
- 1996 – Front Mission Series: Gun Hazard Original Sound Version
- 1996 – Tobal No. 1 Original Soundtrack
- 1997 – Chocobo no Fushigina Dungeon Original Soundtrack
- 1998 – Chocobo no Fushigina Dungeon COI VANNI GIALLI
- 1999 – SaGa Frontier II Original Soundtrack
- 1999 – Piano Pieces "SF2" Rhapsody on a Theme of SaGa Frontier 2
- 2001 – Final Fantasy X Original Soundtrack
- 2002 – Piano Collections Final Fantasy X
- 2002 – Final Fantasy X-2 Original Soundtrack
- 2003 – Unlimited: SaGa Original Soundtrack
- 2005 – Musashiden II Blademaster Original Soundtrack
- 2006 – Dirge of Cerberus - Final Fantasy VII - Original Soundtrack
- 2006 – Sailing to the World Piano Score
- 2006 – Dirge of Cerberus: Final Fantasy VII – MULTIPLAYER MODE Original Sound Collections
- 2009 – Final Fantasy XIII Original Soundtrack (2009)
- 2011 – Final Fantasy XIII-2, Original Soundtrack
- 2013 – Lightning Returns: Final Fantasy XIII, Original Soundtrack
- 2013 – Final Fantasy X/X-2 HD Remastered, Original Soundtrack
- 2013 – Piano Works δ・ε・ T_COMP1, mit Benyamin Nuss; Monomusik
- 2014 – Opus 4, mit Benyamin Nuss, Lisa Schumann und Kana Shirao; Mons Records
- 2015 – Pianoschlacht Live, mit Benyamin Nuss, Hijiri Kuwano und Takahiro Yuuki; Monomusik
- 2021 – Four pieces for violin and piano around Sakura, mit Malwina Sosnowski und Benyamin Nuss; Genuin